# Вочето (Ријети)
Вочето је насеље у Италији у округу Ријети, региону Лацио.
Према процени из 2011. у насељу је живело 42 становника. Насеље се налази на надморској висини од 1065 м.